# Hakan Şükür
Hakan Şükür (Adapazarı, 1 september 1971) is een Turks voormalig profvoetballer en politicus die speelde als aanvaller. In Europa en in Turkije wordt hij "Boğazın Boğası" (Stier van de Bosporus) en "Kral" (Koning) genoemd.

## Carrière
Zijn carrière begon in zijn geboorteplaats Adapazarı. Op jonge leeftijd verhuisde hij naar Bursaspor, dat in de hoogste divisie speelde. Şükür speelde twee goede seizoenen in Bursa. Hij viel op door zijn sterke lichaamsbouw en kopdoelpunten.
Vervolgens bereikte Şükür een overeenstemming met Galatasaray, De grootste club van Turkije. Met deze club won hij veel prijzen en scoorde elk seizoen veel doelpunten. Vooral de vier achtereenvolgende kampioenschappen en UEFA Cup waren grote successen. Drie keer werd Şükür topscorer van de Turkse hoogste divisie.
Ook kende Şükür een kort avontuur bij het Italiaanse Torino, in 1996. Voor deze club kwam Şükür wegens heimwee maar tot één doelpunt in vijf wedstrijden.
Na de winst van de UEFA Cup werd het tijd voor Şükür om zich te bewijzen in Europa. Nadat hij eerder een aanbieding van de Italiaanse Juventus had afgewezen volgde in 2000 een transfer naar de concurrent Internazionale. Ook had  Şükür eerder al contacten met AC Milan, maar deze transfer ketste op het laatste moment af. Şükür had het zwaar bij Inter. De Turkse spits had te maken met zware concurrentie van onder andere Christian Vieri, Iván Zamorano, Álvaro Recoba en ook Ronaldo. Vaak werd de spits bekritiseerd door de Italiaanse media. Het gevolg was een matig seizoen waarin Şükür negenmaal scoorde in 24 wedstrijden. Het seizoen daarop haalde Inter ook Emre Belözoğlu en Okan Buruk van Galatasaray. Nooit eerder speelden zoveel Turkse spelers in het buitenland bij elkaar in hetzelfde team. Weer kende Şükür een moeizame start. Hij kwam niet aan spelen toe tot aan de winterstop van dat seizoen. In de winterstop van het seizoen 2001/02 meldde AC Parma zich voor de robuuste spits. Şükür besloot om bij deze club het seizoen af te maken. Bij Parma maakte Şükür drie doelpunten in vijftien wedstrijden. Deze magere prestatie zorgde ervoor dat Şükür en Parma uit elkaar gingen.
In het seizoen 2002/03 kwam Şükür uit voor het Engelse Blackburn Rovers. Deze transfer kwam tot stand dankzij manager Graeme Souness en speler Tugay Kerimoğlu. Souness kende Şükür nog van zijn Galatasaray-periode als trainer. En Tugay, oud-teamgenoot uit de periodes waarin  Şükür uitkwam voor Galatasaray en het Turkse elftal, haalde Şükür over om voor Blackburn uit te komen. Vlak nadat Şükür getekend had kreeg hij een ongelukkige blessure waardoor hij langdurig was uitgeschakeld. Hij speelde een matig seizoen en Blackburn besloot om zijn contract niet te verlengen.
Şükür besloot terug te keren naar het oude nest. Vanaf het seizoen 2003/04 maakt hij weer deel uit van de selectie van Galatasaray. De laatste jaren was hij veelal te vinden op de bank en vervulde hij de rol als pinch-hitter. Na het seizoen 2007/08 heeft hij een punt achter zijn carrière gezet.

## Interlandcarrière
Şükür is ook op interlandniveau de succesvolste Turk aller tijden. Şükür maakte in 1994 zijn debuut in het nationale team. Veel van zijn doelpunten zijn beslissend geweest. Zo heeft hij op het EK van 2000 de twee doelpunten gescoord tegen België, waardoor Turkije zich wist te kwalificeren voor de volgende ronde. Het bekendste is zijn snelste doelpunt op een WK eindronde ooit, tegen Zuid-Korea in 2002. Dit doelpunt werd al na 11 seconden gescoord. Het was tevens zijn enige doelpunt op het hele WK. Şükür staat ook op de lijst van de meest scorende schutters op internationaal niveau. Na Rüştü Reçber is hij de recordhouder meeste interlands met 112 optredens. Hierin wist hij 51 maal te scoren en is hij de meeste scorende Turkse spits ooit.

## Politiek
Şükür werd als lid van de regerende Partij voor Rechtvaardigheid en Ontwikkeling (AKP) op 12 juni 2011 verkozen als lid van het Turkse parlement tijdens de algemene verkiezingen in 2011. Als parlementariër hield hij zich onder meer bezig met sport- en jeugdzaken. Insiders zagen in Şükür de toekomstige bondsvoorzitter. Na een aantal politieke schandalen waarbij het tot een openlijke botsing kwam tussen de Partij voor Rechtvaardigheid en Ontwikkeling en de Gülen-beweging, waarvan Şükür een prominent lid was, werd Şükür tot persona non grata verklaard. Eind 2015 besloot Şükür zich te vestigen in de Verenigde Staten.

## Clubstatistieken
| Seizoen | Club             | Competitie  | Competitie | Competitie | Competitie | Beker | Beker | Beker | Internationaal | Internationaal | Internationaal | Totaal | Totaal | Totaal |
| Seizoen | Club             | Competitie  | Wed.       | Dlp.       | Ass.       | Wed.  | Dlp.  | Ass.  | Wed.           | Dlp.           | Ass.           | Wed.   | Dlp.   | Ass.   |
| ------- | ---------------- | ----------- | ---------- | ---------- | ---------- | ----- | ----- | ----- | -------------- | -------------- | -------------- | ------ | ------ | ------ |
| 1987/88 | Sakaryaspor      | Süper Lig   |            |            |            |       |       |       |                |                |                | 3      | 0      |        |
| 1988/89 | Sakaryaspor      | Süper Lig   | 12         | 5          | 0          | 1     |       |       | —              | —              | —              | 13     | 5      | 0      |
| 1989/90 | Sakaryaspor      | Süper Lig   | 27         | 5          | 1          | 1     | 0     | 0     | —              | —              | —              | 28     | 5      | 1      |
| 1990/91 | Bursaspor        | Süper Lig   | 28         | 4          | 1          | 2     | 3     | 0     | —              | —              | —              | 30     | 7      | 1      |
| 1991/92 | Bursaspor        | Süper Lig   | 27         | 7          | 3          | 6     | 2     | 1     | —              | —              | —              | 33     | 8      | 4      |
| 1992/93 | Galatasaray      | Süper Lig   | 30         | 19         | 9          | 7     | 4     | 1     | 6              | 2              | 0              | 43     | 25     | 10     |
| 1993/94 | Galatasaray      | Süper Lig   | 27         | 16         | 8          | 6     | 3     | 0     | 9              | 0              | 1              | 42     | 19     | 9      |
| 1994/95 | Galatasaray      | Süper Lig   | 33         | 19         | 6          | 7     | 0     | 1     | 8              | 5              | 1              | 48     | 24     | 8      |
| 1995/96 | Torino FC        | Serie A     | 5          | 1          | 0          | 0     | 0     | 0     | —              | —              | —              | 5      | 1      | 0      |
| 1995/96 | Galatasaray      | Süper Lig   | 25         | 16         | 4          | 8     | 5     | 0     | —              | —              | —              | 33     | 21     | 4      |
| 1996/97 | Galatasaray      | Süper Lig   | 32         | 38         | 9          | 2     | 1     | 1     | 4              | 4              | 1              | 38     | 43     | 11     |
| 1997/98 | Galatasaray      | Süper Lig   | 34         | 32         | 8          | 9     | 2     | 3     | 7              | 0              | 2              | 50     | 34     | 13     |
| 1998/99 | Galatasaray      | Süper Lig   | 33         | 19         | 12         | 7     | 1     | 0     | 7              | 6              | 1              | 47     | 26     | 13     |
| 1999/00 | Galatasaray      | Süper Lig   | 32         | 14         | 14         | 3     | 1     | 1     | 17             | 10             | 2              | 52     | 25     | 17     |
| 2000/01 | Internazionale   | Serie A     | 24         | 5          | 2          | 2     | 0     | 0     | 9              | 1              | 0              | 35     | 6      | 2      |
| 2001/02 | Parma AC         | Serie A     | 15         | 3          | 2          | 2     | 0     | 0     | 1              | 0              | 0              | 18     | 3      | 2      |
| 2002/03 | Blackburn Rovers | Premiership | 9          | 2          | 1          | 0     | 0     | 0     | —              | —              | —              | 9      | 2      | 1      |
| 2003/04 | Galatasaray      | Süper Lig   | 28         | 12         | 3          | 1     | 0     | 0     | 9              | 6              | 0              | 38     | 18     | 3      |
| 2004/05 | Galatasaray      | Süper Lig   | 33         | 18         | 5          | 3     | 3     | 0     | —              | —              | —              | 36     | 21     | 5      |
| 2005/06 | Galatasaray      | Süper Lig   | 31         | 10         | 6          | 4     | 2     | 1     | 2              | 1              | 0              | 37     | 13     | 7      |
| 2006/07 | Galatasaray      | Süper Lig   | 26         | 4          | 4          | 1     | 0     | 0     | 6              | 1              | 0              | 33     | 5      | 4      |
| 2007/08 | Galatasaray      | Süper Lig   | 29         | 11         | 7          | 4     | 1     | 0     | 9              | 2              | 2              | 42     | 13     | 9      |
| Totaal  |                  |             |            |            |            |       |       |       |                |                |                |        |        |        |

## Erelijst
| Competitie     |             |                                                                        |
| Competitie     | Aantal      | Jaren                                                                  |
| Sakaryaspor    | Sakaryaspor | Sakaryaspor                                                            |
| -------------- | ----------- | ---------------------------------------------------------------------- |
| Türkiye Kupası | 1x          | 1987/88                                                                |
| Galatasaray    |             |                                                                        |
| Nationaal      |             |                                                                        |
| Süper Lig      | 8x          | 1992/93, 1993/94, 1996/97, 1997/98, 1998/99, 1999/00, 2005/06, 2007/08 |
| Türkiye Kupası | 5x          | 1992/93, 1995/96,1998/99, 1999/00, 2004/05                             |
| Süper Kupa     | 2x          | 1993, 1997                                                             |
| Internationaal |             |                                                                        |
| UEFA Cup       | 1x          | 1999/00                                                                |
| Parma          |             |                                                                        |
| Coppa Italia   | 1x          | 2001/02                                                                |

| Toernooi               | Winnaar | Winnaar | Runner-up | Runner-up | Derde   | Derde   |
| Toernooi               | Aantal  | Jaren   | Aantal    | Jaren     | Aantal  | Jaren   |
| Turkije                | Turkije | Turkije | Turkije   | Turkije   | Turkije | Turkije |
| ---------------------- | ------- | ------- | --------- | --------- | ------- | ------- |
| Middellandse Zeespelen | 1x      | 1993    |           |           |         |         |
| WK                     |         |         |           |           | 1x      | 2002    |

Individueel
- Topscorer  Süper Lig: 1996/97, 1997/98, 1998/99
- IFFHS – Beste topscorer van de wereld in een hoogste nationale divisie: 1997
- UEFA Jubilee Awards – Gouden Speler Turkije: 2004
- Topscorer Süper Lig aller tijden: 249 doelpunten
- Meest scorende Turk in de UEFA Champions League: 22 doelpunten
- Golden Foot Legends Award: 2014